# Джесси Джеймс встречает дочь Франкенштейна
«Джесси Джеймс встречает дочь Франкенштейна» (англ. Jesse James Meets Frankenstein's Daughter) — американский фантастический вестерн режиссёра Уильяма Бодайна, являющийся кроссовером историй двух персонажей: реально существовавшего преступника эпохи Дикого Запада — Джесси Джеймса и потомков доктора Франкенштейна. Фильм был снят в паре с другой кинолентой Бодайна «Билли Кид против Дракулы»

## Сюжет
Потомки доктора Виктора Франкенштейна скрываются от властей Австрии в США, не приостанавливая свои эксперименты на людях, что в итоге приводит к тому, что жители близлежащей деревушки, преимущественно с мексиканским населением, покидают её. В итоге Марии Франкенштейн больше не над кем ставить опыты. Одновременно с этим Джесси Джеймс, со своим сообщником Хенком Трейси, решает совершить налет на инкассаторский дилижанс, заручившись поддержкой главаря «Дикой банды» Бутча Кэрри. При этом брат Бутча, Лони, не согласен делить добычу с Джесси и Хенком. В тайне от других членов банды он отправляется к маршалу Макфи, обещая сдать ему Джеймса, в обмен на награду в 10.000 долларов. Маршал соглашается и организует засаду, куда и попадают грабители. В ходе перестрелки Джесси удаётся уйти с раненным Хенком. Лони и Макфи решают преследовать беглецов, остальные же члены банды были убиты.
Состояние Хенка ухудшается, ему срочно требуется медицинская помощь. Встретив по пути семью Лопес, бежавшую из деревни, рядом с которой обосновались Франкенштейны, Джесси просит найти врача раненному товарищу. Молодая мексиканка Хуантиа, брат который был убит во время опытов, соглашается довезти их до заброшенного монастыря, ставшего резиденцией ученых из Европы.
Прибыв в особняк Франкенштейнов, Джесси отдает раненного Хенка на попечение Рудольфа, брата Марии. Мария же догадывается, что перед ними беглые преступники. Кроме того, исполин Хенк — идеальный образец для будущего эксперимента. Проходит время, Хенк поправляется, Джесси и Хуанита начинают испытывать чувства друг ко другу, что вызывает ревность Марии. После того как Джесси отвергает её, она решает отомстить Джесси и Хуаните, а Хенка Трейси превратить в подручного монстра.
Мария утверждает, что Хенк нуждается в особой микстуре, и отправляет Джесси, с запечатанным конвертом в город, якобы чтобы тот привез нужное лекарство по рецепту. В конверте же оказывается записка, о том, что предъявитель данной бумаги — беглый бандит Джесси Джеймс. Прочитав содержимое, аптекарь отправляется в офис шерифа, где застает Лони, который решает в одиночку убить Джесси ради награды. Однако Джесси убивает Лони первым, и прочитав записку понимает что Мария хотела избавиться от него. Тем временем Хуанита наблюдает как Мария проводит эксперимент над Хенком. В решающий момент Рудольф пытается ввести Хенку вместо сердечного препарата на основе наперстянки яд, но сестра замечает это. По приказу Марии Хенк встает и убивает Рудольфа. Мария нарекает его Игорем, и приказывает убить Хуантиу.
Хуанита скачет в город, чтобы обо всём рассказать Джесси. Джесси не верит её рассказу и едет в резиденцию Франкенштейнов. Хуанита же едет к маршалу, и убеждает его арестовать Марию. В то же время Мария обманным путем заманивает Джесси в особняк, где Игорь оглушает Джесси, Мария намерена использовать его в качестве подопытного, но не успевает начать эксперимент, так как приезжает маршал Макфи. Игорь оглушает и его. Хуанита пробирается в лабораторию и отвязывает Джесси от операционного стола. Появляется Мария и приказывает Игорю убить Джесси и Хуаниту. Игорь выходит из себя и в ярости убивает сначала Марию, а потом пытается задушить Джесси. Хуанита хватает с пола упавший револьвер и убивает Игоря.
В финальной сцене Хуанита и Джесси стоят на могиле Хенка Трейси. Хуанита обещает ждать возвращения Джеймса, но он возражает, говоря, что как бандита его ждёт виселица. Маршал увозит безоружного Джесси в город.

## Факты
- Джон Луптон, который играет роль Джесси Джеймса, на самом деле слишком стар для этой роли. Когда фильм был снят, Луптону было уже тридцать восемь лет. Настоящий Джесси Джеймс умер до своего тридцать пятого дня рождения[4]
- Фильм был снят всего за восемь дней[5]
- Фильм находится в Общественном достоянии в США, то есть не имеет правообладателя[6]

## Релизы
В США фильм был издан кинокритиком Джо Боби Бриггсом (Joe Bob Briggs) на DVD с собственными комментариями.
В России, из-за статуса Общественного достояния, фильм официально не издавался, но был переведен в 2019 году одним из сообществ любителей кинофантастики.
Полная версия фильма, на английском, в различных форматах, доступна в архиве интернета.